# حديقة سيبيلوي الوطنية
تقع حديقة سيبيلوي الوطنية على الشاطئ الشمالي الشرقي لبحيرة توركانا في شمال كينيا. تأسست في عام 1973 من قبل حكومة كينيا لحماية الحياة البرية ومواقع علماء الحفريات هناك، وهي تغطي 1،570 كيلومتر مربع (610 ميل مربع) وهي معروفة دوليًا بحفرياتها. تم إدراجها كموقع للتراث العالمي لليونسكو في عام 1997 كجزء من حدائق بحيرة توركانا الوطنية.

## الخلفية
```
تم تسمية الحديقة نسبة لجبل سيبيلوي المطل على خليج عليا في المحيط الجنوبي. يوجد فيها أيضا مقر 
الحياة البرية الكينية
، وهي السلطة القائمة بإدارة مرافق التخييم والإقامة القصيرة للزوار ومتحف كوبر فورا.
```

أشهر مستحثات الحديقة هي أسترالوبيثكس وحفريات هومو المبكرة. تم نقل حفريات هومو إلى نيروبي، ولكن يتم عرض الأحافير غير البشرية في المتحف.